# Loi sur la langue officielle et commune du Québec, le français
Lire en ligne

[PDF] Texte officiel

La Loi sur la langue officielle et commune du Québec, le français (communément appelée la loi 96) est une loi modificatrice québécoise. Elle apporte des modifications à la Charte de la langue française (communément appelée « loi 101 ») ainsi qu'à plusieurs autres lois en vigueur. Elle est entrée en vigueur le 1er juin 2022.
Le projet de loi est déposé à l'Assemblée nationale du Québec le 13 mai 2021 par le député caquiste et ministre responsable de la Langue française Simon Jolin-Barrette.

## Intention du législateur
Outre le renforcement de la loi 101, le législateur exprime l'intention de restaurer dans la législation l'esprit qui animait les auteurs historiques de cette loi, qui était de faire du français la langue commune de tous les Québécois. Cette intention est clairement visible dans le document Politique québécoise de la langue française du docteur Camille Laurin. Les deux textes ont notamment en commun d'être construits autour de la notion du « français, langue commune ».

## Contenu
Le projet de loi, au moment de son dépôt en chambre, incluait les mesures suivantes.
Il prévoit la création d'un commissaire à la langue française, dont la désignation requerra l'accord des deux tiers des membres de l'Assemblée nationale. Le projet de loi crée également un ministère de la Langue française.
Concernant la législation et la justice, l'article 5, qui amende la Charte de la langue française, prévoit que :
- Les lois continueront d'être adoptées conjointement en français et en anglais mais, qu'en cas de malentendu entre les deux versions, la version française prévaudra.
- Cet article indique également que les jugements des tribunaux rendus en anglais devront être traduits en français
- On ne pourra exiger la connaissance d'une autre langue que le français lors de la nomination d'un juge provincial, à moins que le ministre de la Justice ne l'estime nécessaire.
- Les règlements ne sont désormais plus rédigés en anglais, car l'obligation de bilinguisme législatif de l'article 133 de la Loi constitutionnelle de 1867 ne fait pas mention des règlements.

En matière scolaire, un plafond est imposé aux admissions aux cégeps et universités de langue anglaise. L'article 58 prévoit que ceux-ci ne pourront plus accueillir plus de 17,5 % de l'ensemble des collégiens québécois. Par ailleurs, les étudiants non-anglophones des cégeps anglophones devront réussir l'épreuve uniforme de français pour obtenir leur diplôme au même titre que l'ensemble des étudiants des cégeps francophones. Bien que le projet de loi mentionne les universités McGill, Bishop's et Concordia comme établissements anglophones, la restriction ne s'applique qu'aux « établissements anglophones offrant l'enseignement collégial » et donc le quota ne vaudrait pas pour les universités de langue anglaise.
En matière économique, les entreprises de 25 à 49 employés devront obtenir un certificat de francisation au même titre que celles de 50 employés et plus. La loi 101 s'appliquera également aux entreprises à charte fédérale.
En matière locale, le projet de loi prévoit la révocation du statut bilingue des municipalités dont la population n'est plus composée d'une majorité absolue d'anglophones. Le conseil municipal des municipalités concernées pourra toutefois, par résolution, demander le maintien de ce statut. Or, près d'un an après l'adoption de la loi, l'entièreté des 48 municipalités et arrondissements bilingues ayant reçu un avis les informant qu'elles n'étaient plus composées d'une majorité absolue d'anglophones avaient adopté une telle résolution afin de maintenir leur statut bilingue.
En matière de droit civil, le projet de loi prévoit des nouvelles règles :
- Il y a une obligation de faire traduire les actes d'état civil obtenus en anglais dans une autre province canadienne. Auparavant, l'obligation de traduction existait seulement pour les actes d'état civil dans une langue autre que le français et l'anglais, donc pour des actes d'état civil provenant essentiellement de l'extérieur du Canada.
- Les règles relatives aux clauses externes et aux clauses illisibles sont modifiées pour créer une présomption irréfragable que les clauses écrites dans une langue autre que le français sont réputées incompréhensibles.
- La disposition préliminaire du Code civil du Québec est modifiée pour affirmer qu'il est interprété en harmonie avec la Charte de la langue française et non plus seulement la Charte québécoise des droits et libertés de la personne.

En matière de droit des professionnels, le projet de loi modifie le Code des professions pour affirmer que le défaut de maintenir une connaissance appropriée du français constitue un acte dérogatoire à la dignité de sa profession.
En matière constitutionnelle, le projet de loi modifie unilatéralement la Loi constitutionnelle de 1867, pour y inscrire la reconnaissance de la nation québécoise et le statut du français comme seule langue officielle du Québec. Tout comme la Loi sur la laïcité de l'État adoptée en 2018, le projet de loi n° 96 recourt aux clauses dérogatoires de la Charte canadienne des droits et libertés et de la Charte des droits et libertés de la personne.
En matière d'immigration, le projet de loi prévoit que la période pendant laquelle un immigrant peut communiquer avec le gouvernement dans une langue autre que le français est de six mois seulement.
En matière pénale réglementaire, cette utilisation de la clause nonobstant est susceptible d'empêcher toute contestation fondée sur les Chartes des amendes imposées en vertu de la Charte de la langue française.
En matière d'application de la loi, l'article 111 du projet de loi donne aussi le pouvoir aux inspecteurs chargés d'application de la loi de « pénétrer, à toute heure raisonnable, dans tout endroit, autre qu’une maison d’habitation, où s’exerce une activité régie par la présente loi ».

## Limites de la loi

### Article 133 de la Loi constitutionnelle de 1867
Selon le professeur de droit Patrick Taillon, les droits énoncés à l'article 133 de la Loi constitutionnelle de 1867 (concernant le bilinguisme législatif de la province de Québec et du Parlement canadien) ne peuvent pas être modifiés sans la permission du Parlement canadien. Il regrette que le ministre n'ait pas retenu sa proposition d'ajouter au libellé du projet de loi que le français est la langue officielle du Québec « dans le respect des droits prévus à l’article 133 de la Loi constitutionnelle de 1867 ».
D'après l'Institut Joseph-Dubuc de l'Université de Saint-Boniface, l’article 133 renferme quatre garanties :

« D’abord, l’article prévoit que le français ou l’anglais peut être utilisé au cours des débats de la Chambre des communes, du Sénat et de l’Assemblée nationale du Québec. C’est le bilinguisme parlementaire.
Les registres et procès-verbaux doivent être tenus dans les deux langues. Cette garantie vise les divers documents afférents aux travaux du Parlement fédéral et de l’Assemblée nationale du Québec. C’est l’un des
volets du bilinguisme législatif.
Les lois du Parlement et de la Législature du Québec doivent être imprimées et publiées dans les deux langues. C’est l’autre volet du bilinguisme législatif.
L’article 133 dispose que l’on peut utiliser l’une ou l’autre langue devant tous les tribunaux du Canada et du Québec. C’est le bilinguisme judiciaire. »

## Critiques
Selon le mathématicien Charles Castonguay, le problème du français se situe au niveau de la démographie plutôt qu'au niveau des transferts linguistiques. Il affirme que « ce sont les processus démographiques qui sont déterminants pour l'avenir des groupes français et anglais du Québec, et non la mobilité linguistique ».
Selon Stephen Dorsey, dans un article traduit au Devoir, cette loi dont la visée formelle est la protection de la langue officielle « risque fort de conduire à ce que Fareed Zakaria, commentateur politique respecté, appelle une "démocratie illibérale", c’est-à-dire une démocratie qui limite de plus en plus les libertés des personnes qu’elle représente, ignorant la volonté de la minorité. En revanche [...] un État proprement libéral protège les droits individuels et les minorités contre les mauvais traitements des majorités démocratiques. »
Selon le sociologue et essayiste Mathieu Bock-Côté, il est irréaliste de s'attendre à ce que des changements dans les lois aient un impact majeur sur le français quand le Québec accueille beaucoup plus d'immigrants qu'il n'est capable d'assimiler.
Toutefois, les sociologues Richard Marcoux, Jean-Pierre Corbeil et le démographe Victor Piché nuancent le postulat d'un « déclin du français » en critiquant notamment l'interprétation des indicateurs utilisés pour faire cela,,.

## Adoption
Le projet de loi est adopté le 24 mai 2022 par l'Assemblée nationale du Québec, recevant l'appui des députés de la Coalition avenir Québec et de Québec solidaire. Quant aux députés du Parti libéral du Québec et du Parti québécois, ils votent contre. Le projet de loi est donc adopté par 79 voix pour, 29 voix contre et aucune abstention. Il est sanctionné et entre en vigueur le 1er juin 2022.